# Rüdiger Kruse

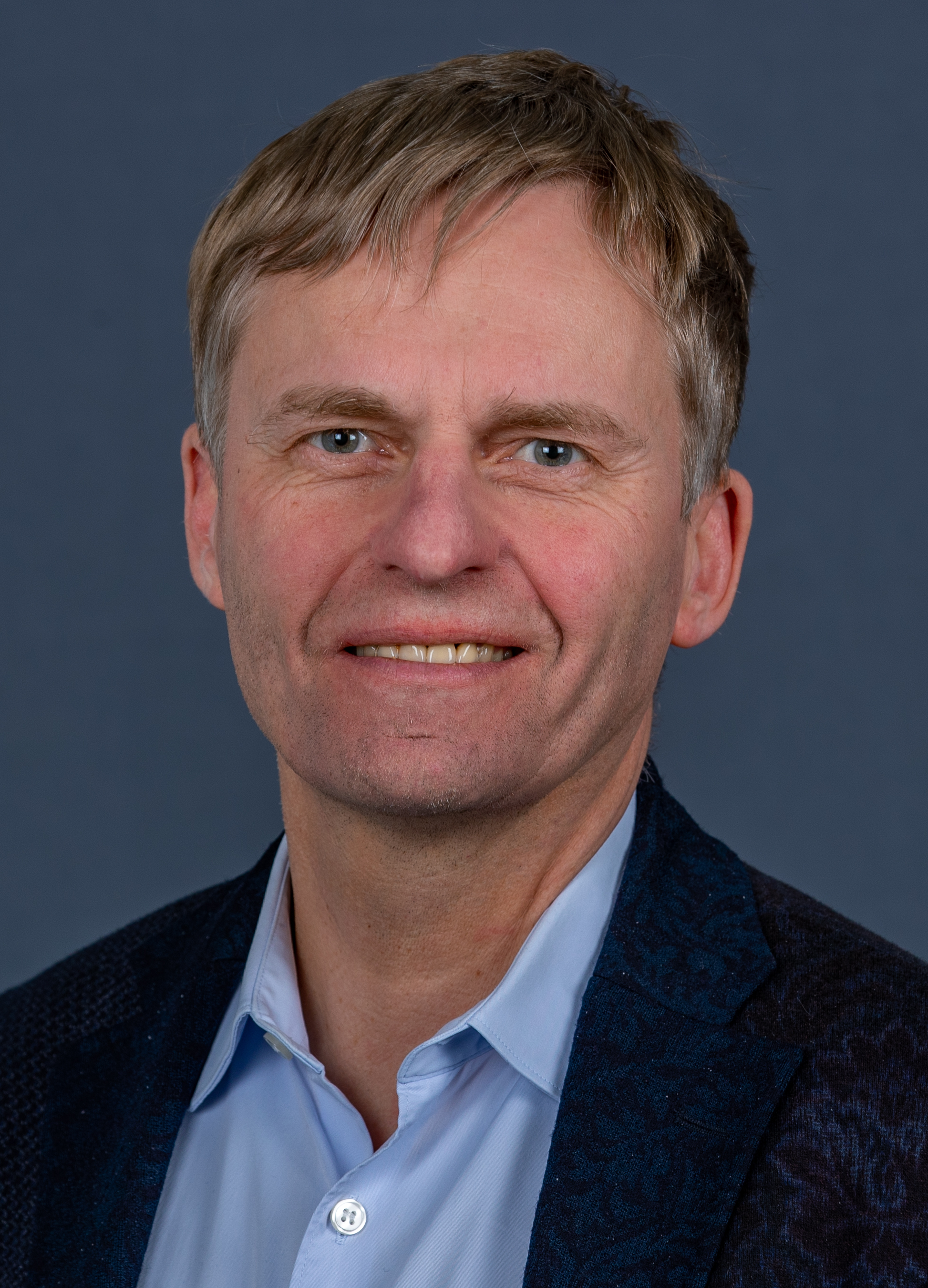
Rüdiger Kruse (2020)

Rüdiger Kruse (* 10. Juni 1961 in Hamburg) ist ein deutscher Politiker der CDU und Geschäftsführer. Von 2009 bis 2021 war er Mitglied des Deutschen Bundestages.

## Schule und Ausbildung
Kruse besuchte die Grundschule am Trenknerweg in Hamburg-Othmarschen und machte später sein Abitur am Gymnasium Altona. Von 1982 bis 1989 studierte er – laut Eigenangaben – bis zum 2. Staatsexamen Medizin an der Universität Hamburg (ohne Abschluss).

## Berufliche Karriere
Von 1989 bis Ende 2020 war Kruse als Geschäftsführer des Hamburger Landesverbandes der Schutzgemeinschaft Deutscher Wald (SDW) tätig. Von 1997 bis 2000 war er auch Geschäftsführer des Hamburger Beschäftigungsträgers einfal – Eimsbütteler Initiative für Arbeiten und Lernen GmbH.
Er ist Vorsitzender Vorstand der Stiftung Unternehmen Wald Deutschland.
Die Schutzgemeinschaft Deutscher Wald, Landesverband Hamburg und die Stiftung Unternehmen Wald Deutschland sind Gesellschafter von dem Beschäftigungsträger einfal GmbH mit rund 80 Angestellten und rund 600 laufenden Teilnehmern (Stand: Juli 2015).
Er ist Direktor und Mitgründer des 2023 gegründeten Global Society Instituts und berät Unternehmen in Fragen der Nachhaltigkeit.

## Politische Arbeit
Kruse trat mit 14 Jahren in die Junge Union und mit 16 Jahren in die CDU ein. Von 2006 bis 2018 war er Ortsvorsitzender des Ortsverbandes Lokstedt-Niendorf-Schnelsen. Seit Januar 2010 ist er Vorsitzender des CDU-Kreisverbandes Eimsbüttel und seit Juni 2011 stellvertretender Landesvorsitzender der CDU Hamburg. Nach dem schlechten Wahlergebnis der Hamburger CDU von 15,9 Prozent bei der Bürgerschaftswahl im Frühjahr 2015 und einer anschließenden Neuaufstellung des CDU-Führungspersonals verzichtete Kruse im März 2015 kurz vor der Abstimmung zu Gunsten von Roland Heintze auf seine Kandidatur für den Hamburger CDU-Landesvorsitz. – Am 26. März 2015 wurde Kruse zum Beauftragten der Maritimen Wirtschaft CDU/CSU-Bundestagsfraktion (siehe dazu Maritime Wirtschaft) berufen und damit Nachfolger von MdB Eckhardt Rehberg.

### Hamburgische Bürgerschaft
Von 2001 bis September 2009 war Kruse Abgeordneter in der Hamburgischen Bürgerschaft, dort als Fachsprecher seiner Fraktion für die Bereiche Entwicklungspolitik, Finanzen, Haushalt und Nachhaltige Entwicklung zuständig. Er saß für seine Partei in den Ausschüssen Haushalt, Europa, Umwelt und Kultur. Im Weiteren war er Mitglied im Sonderausschuss Verwaltungsreform und den beiden Unterausschüssen Bezirke sowie Vermögen und öffentliche Unternehmen.
Ende 2010 galt Kruse in CDU-Kreisen für wenige Tage als designierter Senator der Hamburger Finanzbehörde für den zurückgetretenen Carsten Frigge. Vor seiner Ernennung zerbrach jedoch die Hamburger schwarz-grüne Koalition und es kam am 20. Februar 2011 zu Neuwahlen in der Bürgerschaft.

### Bundestagsabgeordneter
Seit 2009 hat Kruse einen Sitz im Deutschen Bundestag. Bei der Bundestagswahl 2009 errang er mit 31,2 % das Direktmandat im Wahlkreis Hamburg-Eimsbüttel vor dem SPD-Kandidaten Danial Ilkhanipour. Die CDU gewann damit diesen Wahlkreis zum ersten Mal in der Geschichte der Bundesrepublik. Kruse ist ordentliches Mitglied in folgenden Bundestagsausschüssen: Haushaltsausschuss, Rechnungsprüfungsausschuss, parlamentarischer Beirat für nachhaltige Entwicklung. Er ist stellvertretendes Mitglied im Ausschuss für Wirtschaft und Energie. Von September 2014 bis Oktober 2021 war Kruse Vorsitzender der Landesgruppe der Hamburger CDU-Abgeordneten.
Bei der Bundestagswahl 2013 verlor Kruse sein Direktmandat an Niels Annen und zog über den Landeslistenplatz 2 erneut in den Bundestag ein. Auch 2017 zog er über die Landesliste ein.
Er zählt zu den 75 Unionsabgeordneten – 68 von der CDU (26,9 % aller CDU-Abgeordneten) und 7 von der CSU (12,5 % aller CSU-Abgeordneten) – die Ende Juni 2017 für die Gleichgeschlechtliche Ehe gestimmt haben.
Im 19. Deutschen Bundestag war Kruse ordentliches Mitglied im Rechnungsprüfungsausschuss, im Bundesfinanzierungsgremium, im Haushaltsausschuss, sowie im Ausschuss für Umwelt, Naturschutz und nukleare Sicherheit. Zudem gehört Kruse als stellvertretendes Mitglied dem Parlamentarischen Beirat für nachhaltige Entwicklung und dem Ausschuss für Wirtschaft und Energie an.
Bei der Bundestagswahl 2021 verlor er sein Mandat. 
Von 2019 bis 2021 war Kruse Mitglied der Deutsch-Französischen Parlamentarischen Versammlung.

## Mitgliedschaften
Kruse ist Mitglied im Kunstbeirat des Deutschen Bundestages, der überparteilichen Europa-Union Parlamentariergruppe Deutscher Bundestag, der Deutsch-Britischen und der Deutsch-Israelischen Parlamentariergruppe.
Außerdem ist er Mitglied in der Kommission „Nachhaltig Leben“ der CDU Deutschlands, Mitglied im Wirtschaftsrat der CDU, Berlin und Beiratsmitglied im Forum Ökologisch-Soziale Marktwirtschaft.
Rüdiger Kruse ist Beiratsmitglied des Instituts für transformative Nachhaltigkeitsforschung (IASS) in Potsdam.

## Kritik
Für langjährige Diskussionen in der Öffentlichkeit sorgte das von ihm zwischen 2000 und 2011 genutzte Forsthaus im Niendorfer Gehege als sein privater Wohnsitz.

## Sonstiges und Positionen
Rüdiger Kruse belegte im Jahr 2015 Platz 18 bundesweit in der Liste der höchsten Nebeneinkünfte von Bundestagsabgeordneten laut Recherchen von abgeordnetenwatch.de.
Während der griechischen Staatsschuldenkrise haben Kruse und MdB Axel Fischer im März 2015 vorgeschlagen, deutschen Urlaubern bei einem Griechenlandurlaub bis zu 500 € zu erstatten. Dies soll Griechenland bzw. seiner Wirtschaft helfen.
Als einer von wenigen Unionspolitikern neben Ralph Brinkhaus, Frank Heinrich, Hans-Georg von der Marwitz und Josef Göppel stimmte Kruse am 28. Oktober 2010 im Bundestag gegen die Laufzeitverlängerung deutscher Kernkraftwerke.

## Publikationen
- Was ist politisch an der Frage, ob es das Anthropozän gibt?, In: Das Anthropozän: Zum Stand der Dinge, Hrsg. Jürgen Renn / Bernd Scherer, Matthes & Seitz Berlin, 2015, S. 256
- Kulturelle Nachhaltigkeit. Ein Vierpunkteplan für die Menschheit, In: FAZ, 23. Oktober 2014
- Die Kultur hält Europa zusammen, In: Der Tagesspiegel, 26. September 2013
- Wie verteilen wir den Kuchen? Konkrete Sparvorschläge, Interaktion, Fachtagung. Bürger-Dialog zum Hamburger Haushalt., Hrsg. CDU-Bürgerschaftsfraktion Hamburg. S. 21